# بيت الحيمي (شبام كوكبان)

تعديل مصدري - تعديل

بيت الحيمي هي إحدى قرى عزلة الأهجر بمديرية شبام كوكبان التابعة لمحافظة المحويت، بلغ تعداد سكانها 574 نسمة حسب تعداد اليمن لعام 2004.